# 懷特沃特鎮區 (明尼蘇達州威諾納縣)
懷特沃特鎮區（英語：Whitewater Township）是位於美國明尼蘇達州威諾納縣的一個行政鎮區。

## 地方資料
懷特沃特鎮區的面積為91.54平方千米，當中陸地面積為91.32平方千米，而水域面積為0.22平方千米。根據2020年美國人口普查的數據，當地共有人口204人，而人口密度為每平方千米2.23人。